# Stéphane Larue
Pour les articles homonymes, voir Larue.
Ne doit pas être confondu avec l'écrivain canadien Stéphane Larue
Pas d'image ? Cliquez ici

a Compétitions nationales et continentales officielles uniquement.

Dernière mise à jour le 22 février 2013.
Stéphane Larue, né le 9 août 1972, est un joueur de rugby à XV évoluant au poste de troisième ligne centre ou troisième ligne aile.

## Biographie
Stéphane Larue est formé au FC Grenoble où il commence à jouer en équipe première lors de la saison 1993.
Peu utilisé par les entraîneurs Michel Ringeval et Jacques Fouroux, il se participe pas aux phases finales qui voit le club grenoblois se voir privé du Bouclier de Brennus dans une sombre affaire.
Il part alors au FCS Rumilly pendant trois saisons.
Rumilly joue à l'époque au plus haut niveau. Il se qualifie même pour le Top 16 lors de la saison 1994-95, à la faveur d'une victoire face au RC Toulon 12 à 9 lors d'un match gravé dans les annales.
Il termine cette première phase second à un point du FC Grenoble leader de la poule et devant ces mêmes Toulonnais.
Rumilly échoue cependant à se qualifier pour les quarts de finale au profit de l’US Dax, 1er et du Castres olympique, 2e. 
Le FCSR termine la saison 11e meilleur club de France.
Il revient ensuite au FC Grenoble lors de la saison 1997.
Il dispute alors un huitième de finale du championnat de France où les Grenoblois font match nul contre le SU Agen mais son expulsion permettra à ses derniers de se qualifier pour les quarts de finale.
Après une dernière saison au FC Grenoble, il termine sa carrière en troisième division anglaise.

## Palmarès
Avec Grenoble
- Championnat de France de première division :
  - Vice-champion (1) : 1993 (FC Grenoble)[3]